# 曾豫斋墓
曾豫斋墓，位于广州市番禺区小谷围岛金银山南坡（今广东工业大学大学城校区内），建于万历十八年（1590年），为曾世昌和妻子黃氏合葬墓。2008年12月公布为第七批广州市文物保护单位。
曾豫斋墓由玄武岩砌筑，坐东北向西南，长约50米，宽约20米，面积近1000平方米，是广州已知最大石砌山手形明墓。享堂、山手、月台、神道结构清楚，神道、祭台、坟圈三级次第增高，但护岭和后土石碑已不存，享堂为半圆形，碑龛带柱形边框、内嵌黑色石质墓碑。墓碑正文：“皇明赐进士奉政大夫福建按察司佥事豫斋曾公、敕封宜人黄氏墓”，上款：“万历十八年岁次庚寅季冬十日”，下款“孝孙□兴、□□，曾孙承芳、承科等百拜立石”。山手分两级，在第二级左右正面立壁原有挂榜墓碑，已失，仅存碑框。神道两侧立石雕文官、武将、石马、石羊各一对，草丛中有残存的华表柱。